# فكاهة عربية
الفكاهة العربية هي شكل من أشكال الفكاهة المختلفة الموجودة في العالم العربي تطور في عصر الحضارة الإسلامية الكلاسيكي. وهو جانب مهم من الثقافة العربية ويعكس تعقيدات وفروق العالم العربي. تشتهر الفكاهة العربية بأنها فكاهية، وذكية، وساخرة. غالبًا ما تتضمن التلاعب بالألفاظ والتورية والسخرية. أحد أشكال الفكاهة العربية الشائعة هو السخرية السياسية، حيث يتم السخرية من القادة السياسيين والشخصيات العامة وانتقادهم من خلال الفكاهة. يمكن العثور على هذا النوع من الفكاهة في البرامج التلفزيونية والرسوم المتحركة ووسائل التواصل الاجتماعي. وتتضمن الفكاهة العربية أيضًا النكات التي تعتمد على الأعراف والتقاليد الاجتماعية.

## التاريخ
الفكاهة العربية لها تاريخ طويل، يعود إلى العصور القديمة. الأدب العربي، وخاصة الشعر، معروف باستخدامه للفكاهة. في العصر الجاهلي ، استخدم الشعراء الفكاهة لانتقاد وسخرية حكامهم والمجتمع الذي يعيشون فيه. استمر هذا التقليد في العصر الإسلامي، حيث اشتهر الشاعر العربي الشهير المتنبي باستخدام السخرية والتهكم.
وفي العصر الحديث، تأثرت الفكاهة العربية بالأحداث السياسية والاجتماعية. على سبيل المثال، ألهم الربيع العربي موجة من السخرية السياسية والفكاهة في مختلف أنحاء العالم العربي. وفي بلدان مثل مصر وتونس ، ظهرت برامج تلفزيونية ساخرة وحسابات على وسائل التواصل الاجتماعي، تستخدم الفكاهة لانتقاد حكوماتها وقادتها.
على الرغم من شعبيتها، فإن الفكاهة العربية يمكن أن تكون مثيرة للجدل. وفي بعض الحالات، أدت النكات والسخرية إلى الاعتقالات وحتى السجن. في بلدان مثل الإمارات العربية المتحدة، اتخذت السلطات إجراءات صارمة ضد الكوميديين والساخرين الذين ينتقدون الحكومة أو الأعراف الاجتماعية.